# ヒッツ・サンデー
『ヒッツ・サンデー』は、2005年4月10日から2007年4月1日まで東海ラジオ放送で放送されていた日曜日午後のワイド番組である。

## パーソナリティ
- 山浦ひさし
- 山崎聡子（2005年4月 - 2006年10月1日）
  - 山浦・山崎のコンビで通称「山・山コンビ」。2007年4月1日のエンディングに1分ほど登場。
- 佐藤友香（2006年10月8日 - 2007年4月1日）
  - 佐藤がヒッツ・サンデーにデビューした2006年10月8日に山浦・佐藤のコンビ名をリスナーから募った結果「Y・Yコンビ」と決まった。

2006年10月29日の1日だけ、佐藤のピンチヒッターとして川島葵が務めた。この日1日だけのピンチヒッターにもかかわらず、「浦島コンビ」のコンビ名が付けられた。

## 放送時間
- 2005年4月 - 7月 - 毎週日曜日13:00-17:15
- 2005年7月 - 2006年9月 - 毎週日曜日13:00-16:00
  - プロ野球デーゲーム中継『東海ラジオ ドラゴンズスペシャル』放送日は時間を短縮したり、休止する場合があった。
- 2006年10月以降 - 毎週日曜日13:00-17:00

※ただし、2006年10月の1か月間に限り、16:00-17:00の1時間が下川みくにの見えちゃうラジオ（正式な放送時間：土曜日18：00 - 19：00）の放送に割り当てられたため、暫定的に従前の16時に放送終了となっていた。

## 終了時点のコーナー
- う〜タンゴ!! - 毎週ひとつの単語をもとに、その単語にまつわるエピソードやメッセージ、豆知識や妄想、リクエスト曲を募集する。タンゴ賞として1名に5000円をプレゼント。
- 耳トレ・タイム! - 簡単なクイズなどを毎時間出題するが、あくまで余興であり賞品が用意されていないので、リスナーが自主的に回答を寄せることになる。
- 友香のちょっとかじっちゃいました〜!（2時台冒頭） - 佐藤のライフ・ワーク企画で、原光隆の土曜はごきげん内のレギュラー企画の復活版。流行りそうなもの、料理、やってみたいことなど佐藤が体当たり取材する。ヒッツ・サンデーからは、周富徳が月1回の割合で登場し佐藤に中華料理を指南する。本コーナーは題名は違うが『山浦ひさし 全力疾走』に引き継いだ。
- 塩瀬Dのフォーク・ヒッツ（2時台中頃） - 東海ラジオが誇るスーパー・ディレクター・塩瀬修充に、アーティストやフォーク・ソング誕生の裏話などを聴く。
- たられば（2時台後半） - 2004年度の『2COOL!』火曜日からヒッツサンデーに移り、同番組のスタート以来看板コーナー扱いとなっていた。さまざまなお題について、想像力を働かせてとんでもない○○を作ろうというネタコーナー。本コーナーは題名は違うが『山浦ひさし 全力疾走』に引き継いだ。
- ドラゴンズ情報（3時ごろ） - ドラゴンズの一週間や選手の状況などをスポーツアナウンサーのレポートも交え届ける。
- スポーツ・ゲスト（3時台中ごろ） - スポーツ何でも大好き山浦ひさしが注目する選手や専門家にインタビュー、もしくはスタジオゲストに迎える。なおドラゴンズの選手・プロ野球解説者らが出演する場合、ドラゴンズ情報のあとすぐスタジオにゲストを迎えることが多かった。出演するゲストは、スタジオに入ったあと、曲の紹介をすることが多かった。
- スポーツすんごい人図鑑（3時台後半） - ヒマがあれば深夜の海外ゴルフ中継、テニス中継などを見ているというスポーツ大好きの山浦が、スポーツ界の偉人たちを紹介。有名スポーツ選手の知られざる意外な過去、スターといわれるゆえんなど、スポーツに興味のないリスナーにもわかりやすく紹介する。なお山・山コンビ時代は隔週放送であったが、新体制では毎週の放送となった。
- 今週の失敗さん（毎時報前） - 今週リスナーに起こった失敗談を番組で発表して成仏する。採用されたリスナーには“厄除け”のお札を贈った。
- 競馬中継（不定期） - 中継はラジオ大阪『OBCドラマティック競馬』からのネット、中京競馬場（東海ラジオ制作）からの中継、文化放送からのネットと分かれる。中京競馬場の実況はラジオ大阪とニッポン放送にネットされる。
- わらしべ長者企画 - レポートドライバーによる中継時に、山浦・佐藤の私物から中継先の人々に次々と物々交換して、2か月（8回）後の商品をリスナープレゼントする。10 - 11月期は、山浦が使用したヘアワックス（コーラの香り）から始まり、使い捨てカイロのセットで終了した。
- 東海・東南海・南海大地震キャンペーン どうなる?どうする! - （4時台のコーナー）コーナー前半は、佐藤が週変わりの啓発する文面を読む。後半は、パーソナリティ2人が啓発テーマに基づいた山浦作のコントを披露する。なお設定として、佐藤が母親役・山浦が子供役として演じる。
- メッセージリクエスト（4時台中頃） - パーソナリティどちらかが、リスナーが誰かに贈りたい曲をハートフルなメッセージとともに送る。採用されると、3000円分のCDギフト券をプレゼント。
- バック・トゥ・ヒッツ（4時頃） - 過去の懐かしいヒット曲を、当時のおもな話題も交えて届ける。
- ヒッツ・サンデーが注目する今週の予定（4時台後半） - 1週間の世の中の動きで番組が注目する予定を伝えるコーナー。

## 山浦・山崎コンビ時代のコーナー
- フィフティ・フィフティをめざせ - 番組で発表する2択の質問についてリスナーが答え、50/50を目指す。抽選で1名に5千円をプレゼント。質問は山浦・山崎交互に出題し、50/50にならなかった場合、出題者は多いほうのパーセントに10円を掛けた金額を罰金として支払い、50/50となった場合、出題者は蓄積された全額を総取りするとともに、抽選で1名に同金額をプレゼント。山崎が2005年7月31日の放送で50/50を達成したが、以降は50/50を達成できず、2005年12月と2006年6月の聞いて元気週間の際に1万円を越えたという理由で、2006年9月24日に「コーナー終了」を理由に蓄積された全額を1名にプレゼントしたことがある（実際のコーナー終了は2006年10月1日）。
- ミュージックシェフ - リスナーのオーダーで、作曲家の近藤浩章が世界に一つのオリジナル楽曲を制作する（2005年10月 - 2006年3月）。
- 民話の小箱 - 山浦・山崎の二人が東海地方に残る民話を紹介する。2005年3月までは独立番組であったが、ヒッツサンデースタートとともに1コーナーとなり、山崎が降板した2006年10月以降はふたたび独立番組に戻った。
- 教えて!芸能デスク - 東京中日スポーツ芸能デスクによる芸能情報。
- インストゥルメンタル・ヒッツ
- 山浦・山崎の初体験物語 - パーソナリティの二人のさまざまな初体験の模様を届ける。東海ラジオのアナウンサーやパーソナリティがよく登場した。
- 電リク - 毎週一組のアーティストを取り上げ、リクエストを募る。また、リクエストを送ってきたリスナーに、「なぜその曲が聞きたいのか」生電話で直撃する。
- ちょっと一息この一冊（隔週） - 山崎がお薦めの本を紹介。

## その他
- 山浦ひさし・佐藤友香のコンビ（Y・Yコンビ）になってからは、交通情報で情報を伝えてくれる職員に「Y・Yコンビさん」と言われることがあった。
- 山・山コンビ（山浦ひさし、山崎聡子）だった2006年1月1日の放送では、「新春・初笑い漫才」を披露した。なお「笑い役」として、土日の夜勤アナウンサー・折出けんいちと番組のバイトの女性を出演させた。

## ヒッツサンデーBB
東海ラジオのブロードバンド放送（中部電力のコミファ協力）内のポッドキャスティングで、約3週間前の「たられば」、「聡子の妄想ダイアリー」（配信当時はザキ王国）を聞くことができた。「たられば」は本放送の再放送ともに、ボツになったリスナー投稿や山崎お気に入りの「ザキ枠」に選ばれたものが紹介されていた（野球中継で放送が短縮・休止になることが多くなる野球シーズンのみの放送で）。